# Sweet Lady
«Sweet Lady» (укр. «Солодка леді») — пісня британського рок-гурту «Queen», яку написав гітарист Браян Мей.

## Складова
«Sweet Lady» — це швидкий рокер з музичним викривленням, який написав Браян Мей. Пісня становить собою незвичайний рок-стиль в 3/4 метра (який поступається 4/4 метрам у переході).
Згідно з інтернет-джерелом, Роджер Тейлор одного разу сказав, що через свій незвичайний тимчасовий ключ «Sweet Lady» була найскладнішою піснею для нього під час гри на барабанах наживо.

## Живі виконання
«Sweet Lady» вперше виконали наживо під час «A Night at the Opera Tour» в листопаді 1975 року. Це була одна з трьох пісень з підготованого до виходу альбому («A Night at the Opera»), які повинні були грати наживо (інші — «Bohemian Rhapsody» і «The Prophet's Song»). Гурт все ще завершував альбом за тиждень до його релізу, тому у них була всього пара днів на репетицію.
Пісню виконували на концертах «Queen» до червня 1977 року. Як і багато треків «Queen», які виконували наживо, пісня ніколи не виходила на офіційному концертному альбомі.

## Учасники запису
- Фредді Мерк'юрі — головний і бек- вокали
- Браян Мей — електрогітара, бек-вокал
- Роджер Тейлор — ударні, бек-вокал
- Джон Дікон — бас-гітара